# Tournoi de Tunis
 (mars 2025).
Si vous disposez d'ouvrages ou d'articles de référence ou si vous connaissez des sites web de qualité traitant du thème abordé ici, merci de compléter l'article en donnant les références utiles à sa vérifiabilité et en les liant à la section « Notes et références ».
Le Tournoi de Tunis est une compétition de judo organisée à deux reprises à Tunis (Tunisie) par l'Union africaine de judo. Ce tournoi est alors un événement majeur dans le calendrier international du fait de son label « Grand Prix ».
À la suite de la révolution de 2011, aucune édition n'est organisée entre 2011 et 2014.

## Palmarès masculin
| Grand Prix   | Grand Prix      | Grand Prix       | Grand Prix       | Grand Prix            | Grand Prix              | Grand Prix         | Grand Prix           |
| Année        | -60 kg          | -66 kg           | -73 kg           | -81 kg                | -90 kg                  | -100 kg            | +100 kg              |
| ------------ | --------------- | ---------------- | ---------------- | --------------------- | ----------------------- | ------------------ | -------------------- |
| 2009         | Jeroen Mooren   | Sugoi Uriarte    | Bryan van Dijk   | Ole Bischof           | Lorenzo Bagnoli         | Elco van der Geest | Anis Chedly          |
| 2010         | Rishod Sobirov  | Rok Drakšič      | Volodymyr Soroka | Ole Bischof           | Takashi Ono             | Yauhen Biadulin    | Keiji Suzuki         |
| African Open |                 |                  |                  |                       |                         |                    |                      |
| Année        | -60 kg          | -66 kg           | -73 kg           | -81 kg                | -90 kg                  | -100 kg            | +100 kg              |
| 2015         | Sofiane Milous  | Kilian Le Blouch | Guillaume Chaine | Szabolcs Krizsan      | Imad Abdellaoui         | Benjamin Fletcher  | Faïcel Jaballah      |
| 2016         | Vugar Chirinli  | Kilian Le Blouch | Martin Hojak     | Dimitri Gomes Tavares | Mihael Zgank            | Grigori Minaskin   | Juhan Mettis         |
| 2017         | Richard Vergnes | David Larose     | Samuel N'Zingo   | Julian Kermarrec      | Oussama Mahmoud Snoussi | Baboukar Mane      | Faïcel Jaballah      |
| Grand Prix   |                 |                  |                  |                       |                         |                    |                      |
| Année        | -60 kg          | -66 kg           | -73 kg           | -81 kg                | -90 kg                  | -100 kg            | +100 kg              |
| 2018         | Walide Khyar    | Shakhram Akhadov | Zhansay Smagulov | Stanislav Semenov     | Islam Bozbayev          | Benjamin Fletcher  | Oleksandr Gordiienko |

## Palmarès féminin
| Grand Prix   | Grand Prix              | Grand Prix        | Grand Prix      | Grand Prix         | Grand Prix       | Grand Prix        | Grand Prix            |
| Année        | -48 kg                  | -52 kg            | -57 kg          | -63 kg             | -70 kg           | -78 kg            | +78 kg                |
| ------------ | ----------------------- | ----------------- | --------------- | ------------------ | ---------------- | ----------------- | --------------------- |
| 2009         | Haruna Asami            | Chiho Kagaya      | Nae Udaka       | Urška Žolnir       | Raša Sraka       | Vera Moskalyuk    | Lucija Polavder       |
| 2010         | Alina Alexandra Dumitru | Majlinda Kelmendi | Automne Pavia   | Claudia Malzahn    | Haruka Tachimoto | Audrey Tcheuméo   | Lucija Polavder       |
| African Open |                         |                   |                 |                    |                  |                   |                       |
| Année        | -48 kg                  | -52 kg            | -57 kg          | -63 kg             | -70 kg           | -78 kg            | +78 kg                |
| 2015         | Laëtitia Payet          | Petra Nareks      | Nora Gjakova    | Anne Laure Bellard | Marie-Ève Gahié  | Madeleine Malonga | Lucie Louette Kanning |
| 2016         | Cinta García Mesa       | Hela Ayari        | Nora Gjakova    | Marielle Pruvost   | Marie-Ève Gahié  | Christelle Garry  | Nihel Cheikhrouhou    |
| 2017         | Olfa Saoudi             | Amandine Buchard  | Lola Benarroche | Cristina Cabaña    | Anka Pogačnik    | Samah Hawa Camara | Anne M'Bairo          |
| Grand Prix   |                         |                   |                 |                    |                  |                   |                       |
| Année        | -48 kg                  | -52 kg            | -57 kg          | -63 kg             | -70 kg           | -78 kg            | +78 kg                |
| 2018         | Darya Bilodid           | Jessica Pereira   | Nora Gjakova    | Tina Trstenjak     | Kim Polling      | Mao Izumi         | Maryna Slutskaya      |